# Dacus quilicii
Dacus quilicii är en tvåvingeart som beskrevs av White 2006. Dacus quilicii ingår i släktet Dacus och familjen borrflugor.
Artens utbredningsområde är Madagaskar. Inga underarter finns listade i Catalogue of Life.